# Baños del Toro
Los baños del Toro son manantiales termales ubicados en la Región de Coquimbo, utilizados para fines medicinales.

## Ubicación
Los baños están ubicados al oeste de Guanta.

## Historia
Francisco Solano Asta-Buruaga y Cienfuegos escribe sobre el lugar en su Diccionario Geográfico de la República de Chile de 1899:: 830 
Toro (Baños del).-—Aguas minerales entre las sierras de los Andes del departamento de Elqui. Están situados por los 29° 47' Lat. y 70º 09' Lon. en una honda quebrada estrecha de escarpadas márgenes porfíricas que sirve de cauce á un pequeño riachuelo del mismo nombre de Toro que corre hacia el S. á desembocar en la derecha del Río Turbio del mismo departamento, como á 20 kilómetros al SE. del lugarejo de Guanta, distando hacia el NE. de este punto de 25 á 30. Allí brotan en el fondo de la quebrada, á la altitud de 3,248 metros, cuatro chorros casi juntos de esta agua, cuya temperatura varía entre 26 y 36 grados del centígrado, alcanzando aún á 60 en uno de ellos. Sus aguas pertenecen, según el profesor Domeyko, á la clase de las cloruradas y contienen cloruros de sodio y de calcio, sulfato y carbonato de cal, óxido de hierro y alumina, magnesia y sílice.
Luis Risopatrón lo describe en su Diccionario Jeográfico de Chile de 1924:: 890 
Toro (Baños del). 29° 50' 70° 02' Son de aguas amargas, saladas i claras, que se enturbian con la ebullición, no tienen olor desagradable i son producidas por unas cuatro fuentes, con temperaturas que varían de 25° a 30° i aun 63° C; desprende esta última, una pequeña cantidad de gas, formado por una mezcla de ácido carbónico i ázoe i son eficaces en el tratamiento de las escrófulas, erupciones cutáneas, reumatismo, gota, cloro-anemia, catarros bronquiales, urinarios, dispepsias i perturbaciones del hígado. Se encuentran a 3 258 m de altitud, talvez los mas altos del mundo, en la quebrada del mismo nombre, que es abundante en pasto i ofrece un potrerillo alfalfado en sus vecindades, hacia el E del caserío de Guanta, con el que se comunica por un sendero, de no fácil tránsito, sobre todo en épocas de crecidas de los rios. 61, xxxix. p. 260; 63, p. 153 i 157; 66, p. 143: 85. p. 77; 91, 44, p. 120; 118, p. 107; 134; 155, p. 830; i 156; i termas Baños de Toro en 68, p. 37.